# San Isidoro (Zamora)

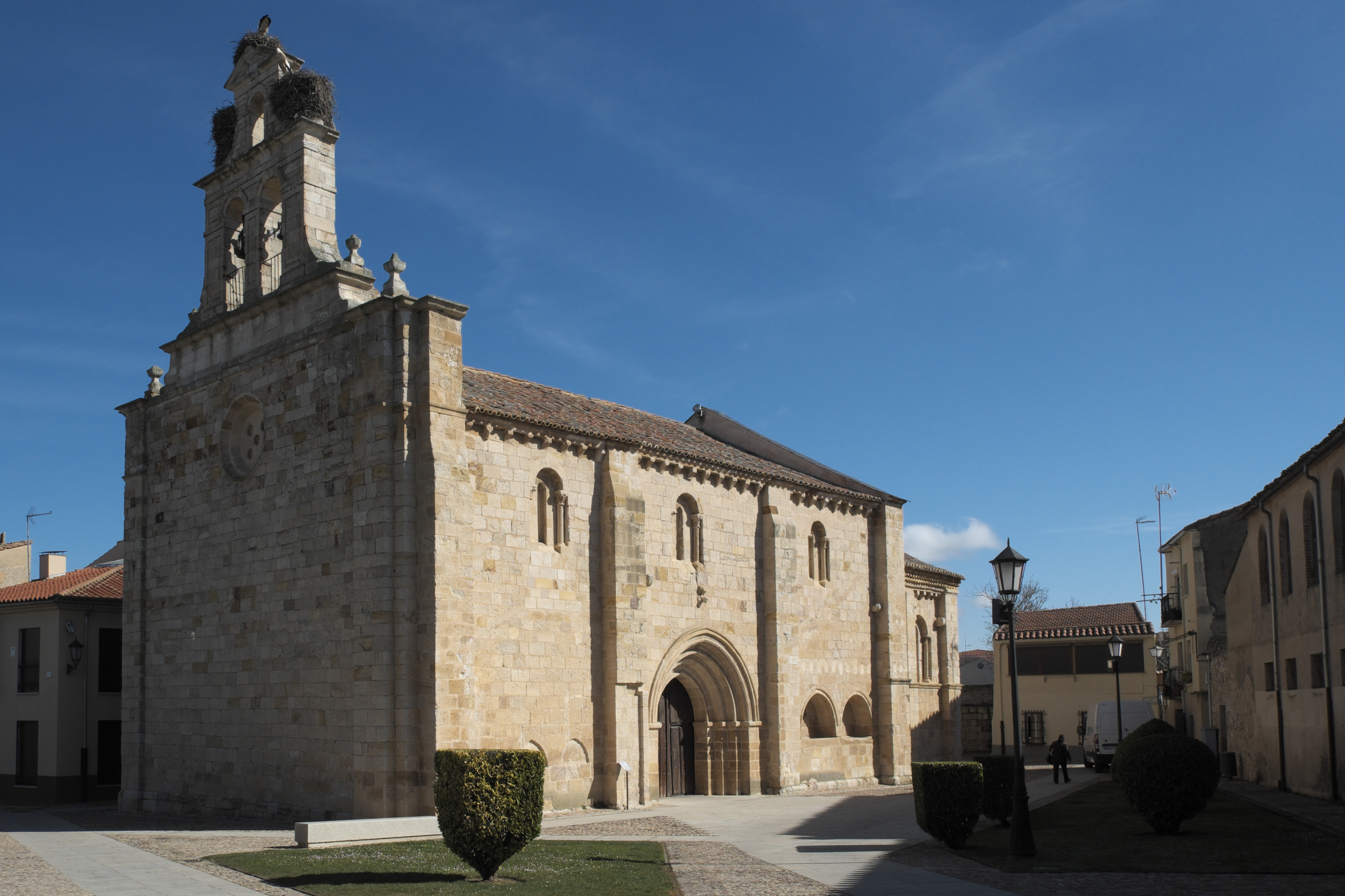
Kirche San Isidoro in Zamora

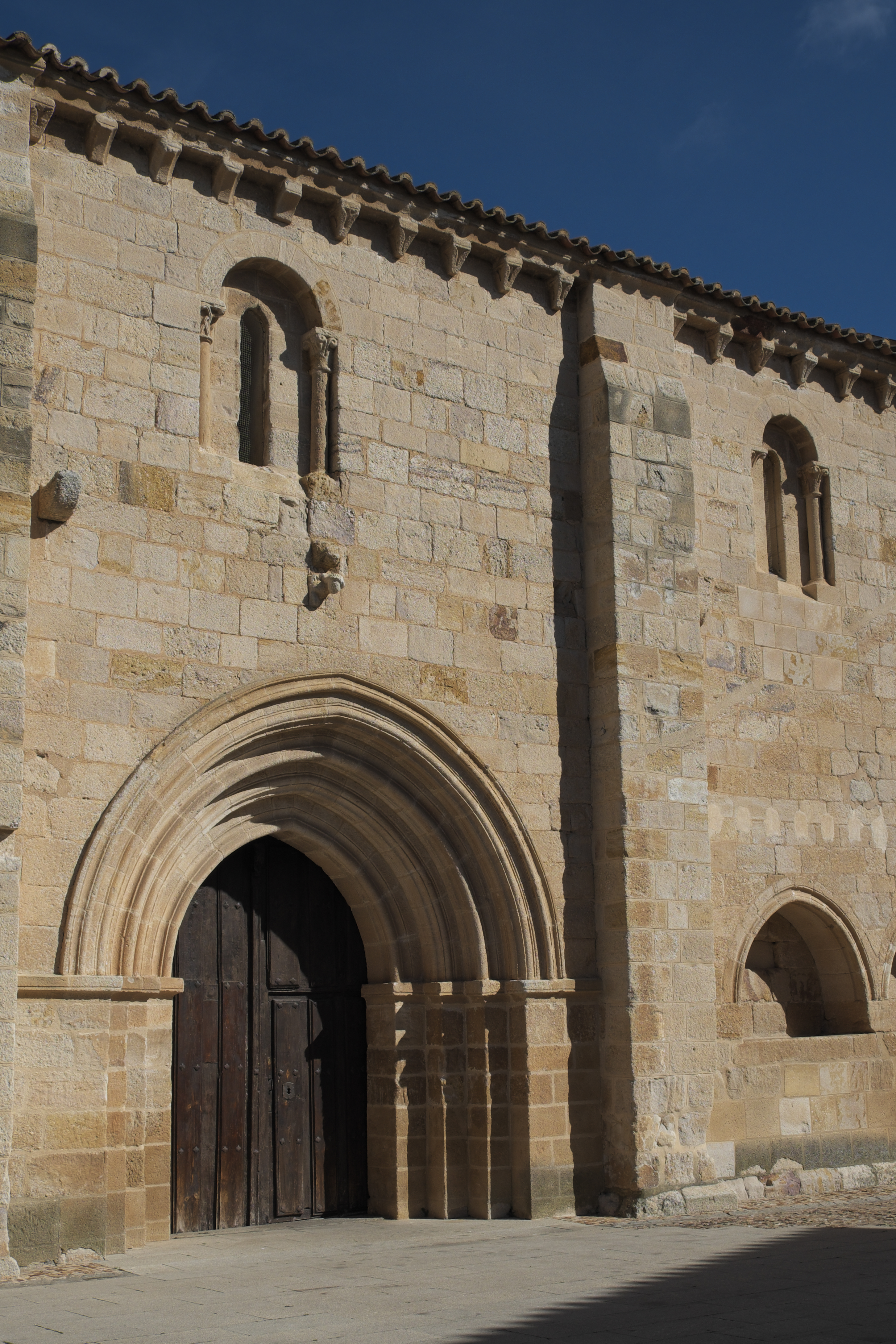
Portal

Die römisch-katholische Kirche San Isidoro in Zamora, der Hauptstadt der gleichnamigen Provinz in der Autonomen Region Kastilien-León in Spanien, wurde im 12. Jahrhundert errichtet. Die romanische Kirche befindet sich in der Nähe der Kathedrale und der Burg.

## Beschreibung
Die dem heiligen Isidor von Sevilla geweihte Kirche ist seit 1688 Sitz der Bruderschaft Cofradía del Carmen de San Isidoro. Lediglich die nördliche Mauer des Kirchenschiffs ist aus dem 12. Jahrhundert erhalten, der Rest stammt aus dem 13. Jahrhundert. Das Innere wurde später barockisiert, und die Espadaña wurde 1801 errichtet. Die einschiffige Kirche besitzt einen quadratischen Chor und zwei rundbogige Portale, die schmucklos sind.